# Habrovany (Ústí nad Labem)
Habrovany es una localidad del distrito de Ústí nad Labem en la región de Ústí nad Labem, República Checa, con una población estimada a principio del año 2018 de 215 habitantes. 
Se encuentra ubicada al noreste de la región, sobre los montes Metálicos, cerca de la orilla de los ríos Bílina y Elba, y del estado alemán de Sajonia.